# 劉惠媛
劉惠媛（406年之后—?），是中国南北朝宋武帝刘裕女儿，母亲是張夫人。
張夫人在晋安帝义熙初年（405年－419年） ，被刘裕宠幸，生下刘义符（406年），后来又生下刘惠媛。刘裕在420年建立刘宋，取代东晋。422年，刘裕去世，刘义符继位，为宋少帝。封妹妹为义兴长公主。424年，刘义符被废黜，不久被杀。次年，張夫人去世。史书没有记载劉惠媛的婚配情况和生卒年，但记载了她的谥号为恭。